# قائمة الحدائق النباتية في المغرب

موقع المغرب

تحتوي الحدائق النباتية في المغرب على مجموعات تتكون بالكامل من الأنواع المحلية والمتوطنة في المغرب. معظمها لديه مجموعة تشمل نباتات من جميع أنحاء العالم. توجد حدائق نباتية ومشاتل في جميع الولايات والأقاليم المغربية، تُدار معظمها من قبل الحكومات المحلية، وبعضها مملوك للقطاع الخاص.
- حديقة ماجوريل، مراكش
- حديقة الرباط النباتية، الرباط[1]